# Risoluzioni del Consiglio di sicurezza delle Nazioni Unite (1201-1300)
| Risoluzione | Data              | Voto (favorevoli/contrari/non votanti) | Oggetto                                                                 |
| 1201        | 15 ottobre 1998   |                                        | Situazione nella Repubblica Centrafricana                               |
| 1202        | 15 ottobre 1998   |                                        | Situazione in Angola                                                    |
| 1203        | 24 ottobre 1998   |                                        | Situazione in Kosovo                                                    |
| 1204        | 30 ottobre 1998   |                                        | Situazione nel Sahara occidentale                                       |
| 1205        | 5 novembre 1998   |                                        | Situazione tra Iraq e Kuwait                                            |
| 1206        | 12 novembre 1998  |                                        | Situazione in Tagikistan                                                |
| 1207        | 17 novembre 1998  |                                        |                                                                         |
| 1208        | 19 novembre 1998  |                                        | Situazione dei campi per i rifugiati in Africa                          |
| 1209        | 19 novembre 1998  |                                        | Traffico illegale di armi in Africa                                     |
| 1210        | 24 novembre 1998  |                                        | Iraq e Kuwait                                                           |
| 1211        | 25 novembre 1998  |                                        | Situazione nel Medio Oriente                                            |
| 1212        | 25 novembre 1998  |                                        | Haiti                                                                   |
| 1213        | 3 dicembre 1998   |                                        | Situazione in Angola                                                    |
| 1214        | 8 dicembre 1998   |                                        | Situazione in Afghanistan                                               |
| 1215        | 17 dicembre 1998  |                                        | Situazione nel Sahara occidentale                                       |
| 1216        | 21 dicembre 1998  |                                        | Situazione in Guinea-Bissau                                             |
| 1217        | 22 dicembre 1998  |                                        | Situazione in Cipro                                                     |
| 1218        | 22 dicembre 1998  |                                        | Cipro                                                                   |
| 1219        | 31 dicembre 1998  |                                        | Angola                                                                  |
| 1220        | 12 gennaio 1999   |                                        | Situazione in Sierra Leone                                              |
| 1221        | 12 gennaio 1999   |                                        | Situazione in Angola                                                    |
| 1222        | 15 gennaio 1999   |                                        | Situazione in Croazia                                                   |
| 1223        | 28 gennaio 1999   |                                        | Medio Oriente                                                           |
| 1224        | 28 gennaio 1999   |                                        | Sahara occidentale                                                      |
| 1225        | 28 gennaio 1999   |                                        | Situazione in Georgia                                                   |
| 1226        | 29 gennaio 1999   |                                        | Situazione tra Eritrea ed Etiopia                                       |
| 1227        | 10 febbraio 1999  |                                        | on Situazione between Eritrea and Ethiopia                              |
| 1228        | 11 febbraio 1999  |                                        | Sahara occidentale                                                      |
| 1229        | 26 febbraio 1999  |                                        | Angola                                                                  |
| 1230        | 26 febbraio 1999  |                                        | Repubblica Centrafricana                                                |
| 1231        | 11 marzo 1999     |                                        | Sierra Leone                                                            |
| 1232        | 30 marzo 1999     |                                        | Sahara occidentale                                                      |
| 1233        | 6 aprile 1999     |                                        | Guinea-Bissau                                                           |
| 1234        | 9 aprile 1999     |                                        | Repubblica Democratica del Congo                                        |
| 1235        | 30 aprile 1999    |                                        | Sahara occidentale                                                      |
| 1236        | 7 maggio 1999     |                                        | Situazione a Timor                                                      |
| 1237        | 7 maggio 1999     |                                        | Angola                                                                  |
| 1238        | 14 maggio 1999    |                                        | Rifugiati in Kosovo                                                     |
| 1239        | 14 maggio 1999    |                                        | Situazione in Tagikistan e lungo il confine Tagiko-Afganor              |
| 1240        | 15 maggio 1999    |                                        | Tribunale Internazionale per il Ruanda                                  |
| 1241        | 19 maggio 1999    |                                        | Iraq e Kuwait                                                           |
| 1242        | 21 maggio 1999    |                                        | Medio Oriente                                                           |
| 1243        | 27 maggio 1999    |                                        | Iraq e Kuwait                                                           |
| 1244        | 10 giugno 1999    |                                        | Situazione del Kosovo                                                   |
| 1245        | 11 giugno 1999    |                                        | Sierra Leone                                                            |
| 1246        | 11 giugno 1999    |                                        | Timor                                                                   |
| 1247        | 18 giugno 1999    |                                        | Bosnia-Erzegovina                                                       |
| 1248        | 25 giugno 1999    |                                        | Ammissione della Repubblica di Kiribati                                 |
| 1249        | 25 giugno 1999    |                                        | Ammissione della Repubblica di Nauru                                    |
| 1250        | 29 giugno 1999    |                                        | Cipro                                                                   |
| 1251        | 29 giugno 1999    |                                        | Cipro                                                                   |
| 1252        | 15 luglio 1999    |                                        | Croazia                                                                 |
| 1253        | 29 luglio 1999    |                                        | Ammissione di Tonga                                                     |
| 1254        | 30 luglio 1999    |                                        | Medio Oriente                                                           |
| 1255        | 30 luglio 1999    |                                        | Georgia                                                                 |
| 1256        | 3 agosto 1999     |                                        | Bosnia-Erzegovina                                                       |
| 1257        | 3 agosto 1999     |                                        | Timor                                                                   |
| 1258        | 6 agosto 1999     |                                        | Congo                                                                   |
| 1259        | 11 agosto 1999    |                                        |                                                                         |
| 1260        | 20 agosto 1999    |                                        | Sierra Leone                                                            |
| 1261        | 25 agosto 1999    |                                        |                                                                         |
| 1262        | 27 agosto 1999    |                                        | Situazione a Timor Est                                                  |
| 1263        | 13 settembre 1999 |                                        | Sahara occidentale                                                      |
| 1264        | 15 settembre 1999 |                                        | Timor Est                                                               |
| 1265        | 17 settembre 1999 |                                        | Protezione dei civili nei conflitti armati                              |
| 1266        | 4 ottobre 1999    |                                        | Iraq e Kuwait                                                           |
| 1267        | 15 ottobre 1999   |                                        | Condanna delle azioni dei Talebani in Afghanistan                       |
| 1268        | 15 ottobre 1999   |                                        | Angola                                                                  |
| 1269        | 19 ottobre 1999   | Adottata all'unanimità                 | Terrorismo                                                              |
| 1270        | 22 ottobre 1999   |                                        | Sierra Leone                                                            |
| 1271        | 22 ottobre 1999   |                                        | Repubblica Centrafricana                                                |
| 1272        | 25 ottobre 1999   |                                        | Timor Est                                                               |
| 1273        | 5 novembre 1999   |                                        | Congo                                                                   |
| 1274        | 12 novembre 1999  |                                        | Tagikistan                                                              |
| 1275        | 19 novembre 1999  |                                        | Iraq e Kuwait                                                           |
| 1276        | 24 novembre 1999  |                                        | Medio Oriente                                                           |
| 1277        | 30 novembre 1999  |                                        | Haiti                                                                   |
| 1278        | 30 novembre 1999  |                                        | Riempimento di un posto vacante nella Corte internazionale di giustizia |
| 1279        | 30 novembre 1999  |                                        | Congo                                                                   |
| 1280        | 3 dicembre 1999   |                                        | Iraq e Kuwait                                                           |
| 1281        | 10 dicembre 1999  |                                        | Iraq e Kuwait                                                           |
| 1282        | 14 dicembre 1999  |                                        | Sahara occidentale                                                      |
| 1283        | 15 dicembre 1999  |                                        | Cipro                                                                   |
| 1284        | 17 dicembre 1999  |                                        | Iraq e Kuwait                                                           |
| 1285        | 13 gennaio 2000   |                                        | Situazione in Croazia                                                   |
| 1286        | 19 gennaio 2000   |                                        | Situazione in Burundi                                                   |
| 1287        | 31 gennaio 2000   |                                        | Situazione in Georgia                                                   |
| 1288        | 31 gennaio 2000   |                                        | Situazione nel Medio Oriente                                            |
| 1289        | 7 febbraio 2000   |                                        | Situazione in Sierra Leone                                              |
| 1290        | 17 febbraio 2000  |                                        | Ammissioni dei nuovi membri                                             |
| 1291        | 24 febbraio 2000  |                                        | Repubblica democratica del Congo                                        |
| 1292        | 29 febbraio 2000  |                                        | Sahara occidentale                                                      |
| 1293        | 31 marzo 2000     |                                        | Situazione tra Iraq e Kuwait                                            |
| 1294        | 13 aprile 2000    |                                        | Situazione in Angola                                                    |
| 1295        | 18 aprile 2000    |                                        | Situazione in Angola                                                    |
| 1296        | 19 aprile 2000    |                                        | Protezione dei civili nei conflitti armati                              |
| 1297        | 12 maggio 2000    |                                        | Situazione tra Eritrea e Etiopia                                        |
| 1298        | 17 maggio 2000    |                                        | Situazione tra Eritrea e Etiopia                                        |
| 1299        | 19 maggio 2000    |                                        | Situazione in Sierra Leone                                              |
| 1300        | 31 maggio 2000    |                                        | Situazione in Medio Oriente                                             |